# Hierodula quadripunctata
Hierodula quadripunctata es una especie de mantis de la familia Mantidae.

## Distribución geográfica
Se encuentra en Sarawak (Malasia).